# Histoire philatélique et postale du Japon
Cet article présente l'histoire postale et philatélique du Japon.

## Bureaux étrangers
En 1854, la Convention de Kanagawa, suivie d'un traité avec les Anglais signé à Yedo en 1858 marque un début d'ouverture du Japon aux relations internationales. Plusieurs pays (États-Unis, Royaume-Uni, France, Russie, Pays-Bas) purent notamment ouvrir des consulats. Ceci permit également d'ouvrir des bureaux de poste.

### Bureaux anglais
Le Royaume-Uni a ouvert des bureaux à Yokohama, Nagasaki, Hiogo et Hakodate. On y utilisait des timbres de Hong Kong avec des cachets spécialisés :
- Y1 dans un ovale vertical composé de lignes horizontales pour Yokohama, N2 pour Nagasaki ;
- D30 dans un cachet ovale horizontal pour Hiogo ;
- des cachets circulaires à date.

### Bureau français de Yokohama
La France a ouvert un bureau à Yokohama en 1865. Pour l'affranchissement, les timbres français (Napoléon, Cérès) y étaient utilisés. Les lettres étaient oblitérées par un cachet d'oblitération par losange gros chiffres avec pour numéro 5118. On cite également une utilisation du cachet 5098.
Par la suite, à partir de 1876, des simples cachets à date (avec la mention YOKOHAMA) ont été utilisés (sur des timbres français au type Sage.
Ce bureau a été fermé en 1880. 

## Les premières émissions

### 1871 - 1872
La première émission de timbres japonais date de 1871. Elle était constituée de 4 timbres non dentelés avec des valeurs libellées en ancienne monnaie (en mouns). Le motif était constitué de deux dragons.
Dans le contexte de la réforme postale, une nouvelle série, dentelée, avec valeurs en yen a été éditée en 1872. 

### 1872 - 1875
En 1872 une nouvelle série dite des « fleurs du cerisier » est émise. On y voit également le symbole du « chrysanthème impérial » qui figurera sur tous les timbres du Japon jusqu'en 1947.

## 1876, une nouvelle génération de timbres

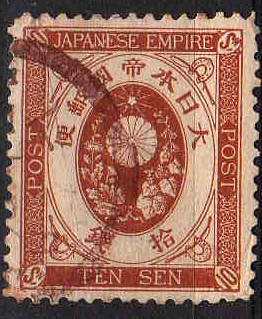
émission Koban de 1876

Un graveur italien Edoardo Chiossone devint Oyatoi gaikokujin et apporta au Japon les techniques européennes pour produire des timbres.

### 1876 série des Kobans
La première série utilisant cette technique porte le nom de Koban. Edoardo Chiossone avait proposé d'utiliser l'effigie de l'Empereur mais ceci était tabou. Il reprit donc des motifs traditionnels avec une place centrale pour le chrysanthème impérial.